# Snowboard-Juniorenweltmeisterschaften 2021
Die 25. FIS-Snowboard-Juniorenweltmeisterschaften fanden vom 18. bis zum 27. März 2021 in Krasnojarsk statt. Ausgetragen wurden Wettkämpfe in den Disziplinen Parallelslalom, Parallel-Riesenslalom, Snowboardcross, Halfpipe, Slopestyle, Big Air und Mixed-Wettbewerbe im Snowboardcross und Parallelslalom.

## Medaillenspiegel
| Platz | Land        | Gold | Silber | Bronze | Gesamt |
| ----- | ----------- | ---- | ------ | ------ | ------ |
| 1.    | Russland    | 6    | 2      | 5      | 13     |
| 2.    | Japan       | 5    | 5      | 0      | 10     |
| 3.    | Tschechien  | 1    | 0      | 1      | 2      |
| 3.    | Belgien     | 1    | 0      | 1      | 2      |
| 5.    | Kanada      | 1    | 0      | 0      | 1      |
| 6.    | Schweiz     | 0    | 2      | 2      | 4      |
| 7.    | Frankreich  | 0    | 2      | 0      | 2      |
| 7.    | Deutschland | 0    | 2      | 0      | 2      |
| 9.    | Österreich  | 0    | 1      | 1      | 2      |
| 10.   | Südkorea    | 0    | 0      | 1      | 1      |
| 10.   | Niederlande | 0    | 0      | 1      | 1      |
| 10.   | Finnland    | 0    | 0      | 1      | 1      |
| 10.   | Spanien     | 0    | 0      | 1      | 1      |
|       | Gesamt      | 14   | 14     | 14     | 42     |

## Ergebnisse Frauen

### Parallelslalom
| Platz | Land       | Sportlerin           |
| ----- | ---------- | -------------------- |
| 1     | Russland   | Sofija Nadyrschina   |
| 2     | Russland   | Maria Volgina        |
| 3     | Schweiz    | Flurina Neva Bätschi |
| 4     | Schweiz    | Ricarda Hauser       |
| 5     | Südkorea   | Jang Seo-hee         |
| 6     | Österreich | Pia Schöffmann       |
| 7     | Japan      | Sakura Oshima        |
| 8     | Russland   | Daria Belowa         |

Datum: 26. März 2021
 Es waren 29 Teilnehmerinnen am Start.

Weitere Teilnehmerinnen aus deutschsprachigen Ländern:

 Martina Ankele: 10. Platz

 Miriam Weis: 11. Platz

 Xenia Spörri: 18. Platz

### Parallel-Riesenslalom
| Platz | Land       | Sportlerin          |
| ----- | ---------- | ------------------- |
| 1     | Russland   | Sofija Nadyrschina  |
| 2     | Japan      | Tsubaki Miki        |
| 3     | Russland   | Maria Volgina       |
| 4     | Südkorea   | Jang Seo-hee        |
| 5     | Österreich | Martina Ankele      |
| 6     | Schweiz    | Xenia Spörri        |
| 7     | Russland   | Anastasia Malakhova |
| 8     | Russland   | Darina Klink        |

Datum: 25. März 2021
 Es waren 28 Teilnehmerinnen am Start.

Weitere Teilnehmerinnen aus deutschsprachigen Ländern:

 Pia Schöffmann: 10. Platz

 Flurina Neva Bätschi: 12. Platz

 Miriam Weis: 20. Platz

 Ricarda Hauser: disqualifiziert

### Snowboardcross
| Platz | Land        | Sportlerin        |
| ----- | ----------- | ----------------- |
| 1     | Tschechien  | Sára Strnadová    |
| 2     | Frankreich  | Margeux Herpin    |
| 3     | Österreich  | Anna-Maria Galler |
| 4     | Niederlande | Nienke Poll       |
| 5     | Russland    | Ksenya Kachalova  |
| 6     | Frankreich  | Chloé Passerat    |
| 7     | Russland    | Anna Simakova     |
| 8     | Schweiz     | Seraina Ris       |

Datum: 23. März 2021
 Es waren 23 Teilnehmerinnen am Start.

Weitere Teilnehmerinnen aus deutschsprachigen Ländern:

 Florina Pohl: 10. Platz

 Leonie Wiedmer: 11. Platz

 Aline Albrecht: 15. Platz

 Lara Kristin Stockreiter: 20. Platz

### Halfpipe
| Platz | Land     | Sportlerin            |
| ----- | -------- | --------------------- |
| 1     | Japan    | Manon Kaji            |
| 2     | Schweiz  | Isabelle Lötscher     |
| 3     | Schweiz  | Elena Schütz          |
| 4     | Russland | Diana Fedchenko       |
| 5     | Russland | Varvara Romanova      |
| 6     | Russland | Yaroslava Kudryashova |

Datum: 23. März 2021
 Es waren sechs Teilnehmerinnen am Start.

### Slopestyle
| Platz | Land     | Sportlerin            |
| ----- | -------- | --------------------- |
| 1     | Belgien  | Evy Poppe             |
| 2     | Japan    | Yura Murase           |
| 3     | Finnland | Telma Sarkipaju       |
| 4     | Schweiz  | Bianca Gisler         |
| 5     | Japan    | Chihiro Edamatsu      |
| 6     | Russland | Yaroslava Kudryashova |
| 7     | Russland | Varvara Romanova      |
| 8     | Russland | Eseniya Stepanova     |

Datum: 19. März 2021
 Es waren 14 Teilnehmerinnen am Start.

Weitere Teilnehmer aus deutschsprachigen Ländern:

 Lena Müller: 9. Platz

### Big Air
| Platz | Land     | Sportlerin            |
| ----- | -------- | --------------------- |
| 1     | Japan    | Yura Murase           |
| 2     | Japan    | Chihiro Edamatsu      |
| 3     | Belgien  | Evy Poppe             |
| 4     | Russland | Varvara Romanova      |
| 5     | Schweiz  | Bianca Gisler         |
| 6     | Russland | Yaroslava Kudryashova |
| 7     | Schweiz  | Lena Müller           |
| 8     | Finnland | Telma Sarkipaju       |

Datum: 21. März 2021
 Es waren 12 Teilnehmerinnen am Start.

## Ergebnisse Männer

### Parallel-Slalom
| Platz | Land       | Sportler          |
| ----- | ---------- | ----------------- |
| 1     | Russland   | Vsevolod Martynov |
| 2     | Russland   | Iaroslav Stepanko |
| 3     | Russland   | Vladimir Pnev     |
| 4     | Russland   | Denis Sarsembaev  |
| 5     | Russland   | Ivan Gureev       |
| 6     | Russland   | Stepan Naumov     |
| 7     | Österreich | Matthäus Pink     |
| 8     | Japan      | Daichi Shimizu    |

Datum: 26. März 2021 
 Es waren 34 Teilnehmer am Start.

Weitere Teilnehmer aus deutschsprachigen Ländern:

 Ole-Mikkel Prantl: 9. Platz

 Dominik Burgstaller: 13. Platz

 Kaijo Taniguchi: 14. Platz

### Parallel-Riesenslalom
| Platz | Land        | Sportler          |
| ----- | ----------- | ----------------- |
| 1     | Russland    | Iaroslav Stepanko |
| 2     | Deutschland | Ole-Mikkel Prantl |
| 3     | Russland    | Vsevolod Martynov |
| 4     | Russland    | Stepan Naumov     |
| 5     | Kanada      | Ben Heldman       |
| 6     | Japan       | Daichi Shimizu    |
| 7     | Russland    | Vladimir Pnev     |
| 8     | Österreich  | Matthäus Pink     |

Datum: 25. März 2021
 Es waren 34 Teilnehmer am Start.

Weitere Teilnehmer aus deutschsprachigen Ländern:

 Dominik Burgstaller: 10. Platz

 Kaijo Taniguchi: 13. Platz

### Snowboardcross
| Platz | Land                   | Sportler          |
| ----- | ---------------------- | ----------------- |
| 1     | Kanada                 | Éliot Grondin     |
| 2     | Österreich             | Felix Powondra    |
| 3     | Spanien                | Alvaro Romero     |
| 4     | Vereinigtes Königreich | Huw Nightingale   |
| 5     | Südkorea               | Woo Jin           |
| 6     | Frankreich             | Guillaume Herpin  |
| 7     | Japan                  | Shunsuke Kawamura |
| 8     | Russland               | Alexander Atylin  |

Datum: 23. März 2021
 Es waren 33 Teilnehmer am Start.

Weitere Teilnehmer aus deutschsprachigen Ländern:

 Niels Conradt: 9. Platz

 Valerio Jud: 11. Platz

 Thomas Abegglen: 15. Platz

 Elias Leitner: 17. Platz

 Jakob Mateschitz: 21. Platz

 Kurt Hoshino: 25. Platz

 Leon Ulbricht: 26. Platz

### Halfpipe
| Platz | Land        | Sportler          |
| ----- | ----------- | ----------------- |
| 1     | Japan       | Kaishu Nakagawa   |
| 2     | Schweiz     | Jonas Hasler      |
| 3     | Südkorea    | Lee Chae-un       |
| 4     | Italien     | Ian Matteoli      |
| 5     | Schweiz     | Gian Andrin Biele |
| 6     | Deutschland | Mark Schrott      |
| 7     | Japan       | Shuichiro Shigeno |
| 8     | Russland    | Igor Tarakanov    |

Datum: 23. März 2021 in Leysin.
 Es waren zehn Teilnehmer am Start.

### Slopestyle
| Platz | Land        | Sportler         |
| ----- | ----------- | ---------------- |
| 1     | Japan       | Rikuto Watanabe  |
| 2     | Japan       | Aoto Kawakami    |
| 3     | Niederlande | Sam Vermaat      |
| 4     | Japan       | Shuzaburo Otsubo |
| 5     | Deutschland | Moritz Breu      |
| 6     | Japan       | Taiga Hasegawa   |
| 7     | Südkorea    | Lee Chae-un      |
| 8     | Tschechien  | Jakub Hrones     |

Datum: 19. März 2021
 Es waren 34 Teilnehmer am Start.

Weitere Teilnehmer aus deutschsprachigen Ländern:

 Alessandro Marco Lotorto: 12. Platz

 Alois Durand: 13. Platz

 Peter Lotz: 15. Platz

 Lukas Frischhut: 18. Platz

 Niklas Huber: 19. Platz

### Big Air
| Platz | Land        | Sportler       |
| ----- | ----------- | -------------- |
| 1     | Japan       | Taiga Hasegawa |
| 2     | Deutschland | Moritz Breu    |
| 3     | Russland    | Igor Tarakanov |
| 4     | Niederlande | Sam Vermaat    |
| 5     | Deutschland | Niklas Huber   |
| 6     | Japan       | Aoto Kawakami  |
| 7     | Tschechien  | Jakub Hrones   |
| 8     | Italien     | Ian Matteoli   |

Datum: 21. März 2021 
 Es waren 34 Teilnehmer am Start.

Weitere Teilnehmer aus deutschsprachigen Ländern:

 Alessandro Marco Lotorto: 16. Platz

 Lukas Frischhut: 17. Platz

 Peter Lotz: 20. Platz

 Alois Durand: 34. Platz

## Mixed

### Snowboardcross Team
| Platz | Land       | Sportler                            |
| ----- | ---------- | ----------------------------------- |
| 1     | Russland   | Daniil Donskikh Valeriya Komnatnaya |
| 2     | Frankreich | Guillaume Herpin Margaux Herpin     |
| 3     | Tschechien | Bruno Tatarko Sára Strnadová        |
| 4     | Österreich | Felix Powondra Anna-Maria Galler    |

Datum: 24. März 2021

### Parallel Team
| Platz | Land       | Sportler                             |
| ----- | ---------- | ------------------------------------ |
| 1     | Russland 1 | Iaroslav Stepanko Sofija Nadyrschina |
| 2     | Japan      | Naoki Kanematsu Tsubaki Miki         |
| 3     | Russland 2 | Vsevolod Martynov Maria Volgina      |
| 4     | Österreich | Matthäus Pink Martina Ankele         |

Datum: 27. März 2021